# José Toribio Merino
Pour les articles homonymes, voir Merino.
Santiago José Toribio Merino Castro (né le 14 décembre 1915 et mort le 30 août 1996) était un amiral chilien, commandant en chef de la marine, l'un des coauteurs du coup d'État du 11 septembre 1973 contre Salvador Allende et président de la junte militaire de 1981 à 1990.

## Carrière
Né à La Serena, il était le fils du vice-amiral José Toribio Merino Saavedra et de Bertina Castro Varela. Entré à l'académie de marine en 1931 à l'âge de 16 ans, il en sort en 1936 en tant qu'aspirant.
Durant la Seconde Guerre mondiale, il est officier sur l'USS Raleigh, dans la marine des États-Unis. Après la guerre, il sert dans différentes unités de la marine chilienne.
De 1955 à 1957, il est attaché naval à l'ambassade chilienne à Londres. En 1960, il enseigne la logistique, la géopolitique et la géostratégie à l'académie navale. En 1969, il devient directeur de l'armement naval puis, en 1970, successivement directeur des services de la marine et commandant de la flotte principale. En 1972, il devient commandant de la marine chilienne.

## Membre de la junte militaire chilienne
En 1973, en tant que commandant de la marine, il est, au côté des généraux Augusto Pinochet, Gustavo Leigh et César Mendoza, l'un des 4 officiers qui dirigent le coup d'État militaire contre Salvador Allende et l'un des membres de la junte de gouvernement où il a la responsabilité du secteur économique. C'est lui notamment qui décrète les premières mesures économiques de la dictature militaire comme la libéralisation des prix des biens et des services, la réorganisation des entreprises publiques et les allègements fiscaux.

### Responsabilités économiques et législatives
À la fin de l'année 1974, il représente le gouvernement militaire en Espagne où il fait procéder à la renégociation des contrats commerciaux qui apparaissaient défavorables pour le Chili, comme celui de Pegaso. L'étude du statut des investisseurs étrangers a été notamment une de ses initiatives qui donna naissance à PROCHILE, chargé de promouvoir économiquement le Chili à l'étranger. En 1975, il participe à l'écriture des statuts de la junte, à la création des commissions législatives et du secrétariat des lois. L'amiral Merino présida la première et la quatrième commission législative légiférant sur plusieurs réformes économiques et sur la politique étrangère. Il représenta notamment le gouvernement militaire devant le gouvernement des États-Unis et rencontra alors le président Jimmy Carter, un adversaire du régime dictatorial chilien.
Durant le conflit avec l'Argentine en 1978 à propos de la souveraineté du canal Beagle, il fut l'un des membres les plus belliqueux de la junte, acceptant de mauvaise grâce la médiation du pape Jean-Paul II.
Avec l'entrée en vigueur de la constitution chilienne de 1980, les postes de chef de la junte et de président de la république furent dissociés. Le 11 mars 1981, Merino succéda à Pinochet en tant que président de la junte (pouvoir législatif) alors que Pinochet gardait la présidence exécutive du gouvernement.
En 1982, le pays entre en récession. Merino fait adopter les lois sur la modernisation du secteur financier, sur la garantie de l'État pour les dépôts et l'épargne et garantit des tarifs bas pour les importations. Il fait également adopter la loi de promotion de la Marine marchande qui favorisa la croissance des chantiers navals.

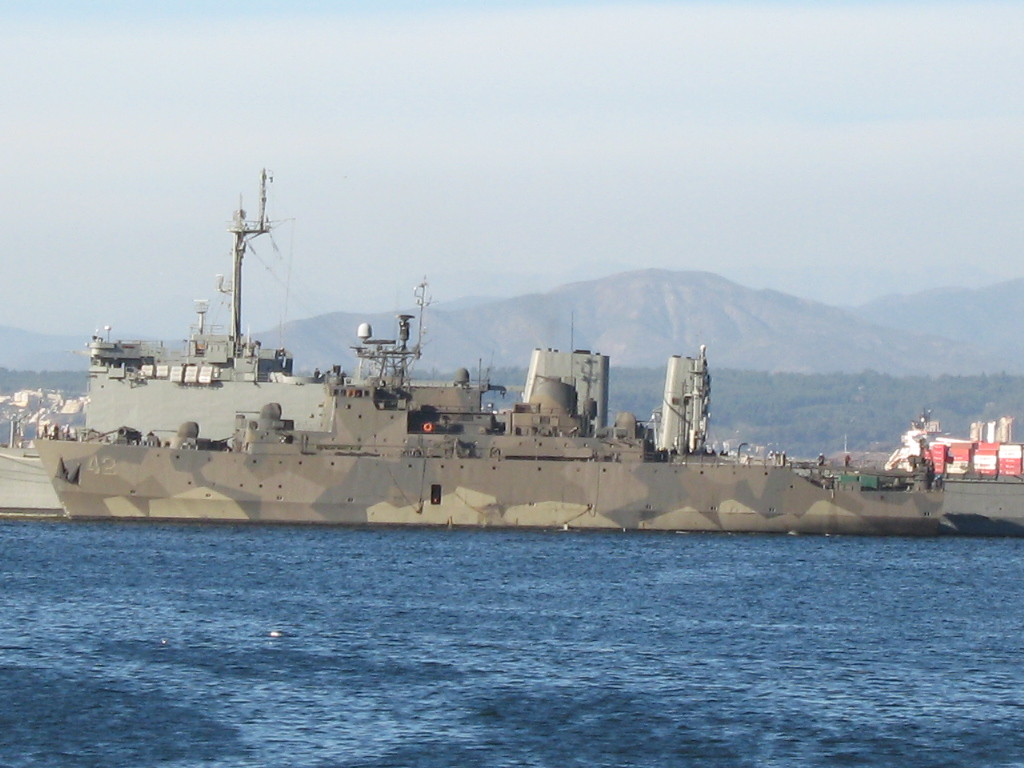
Le BMS Almirante Merino.

En tant que président de la junte, il dirigea les travaux législatifs durant la transition démocratique, qui notamment autorisèrent de nouveau l'activité des partis politiques, ouvrirent les registres électoraux et fixèrent le calendrier du référendum de 1988. Il fut également chargé de la supervision de la rédaction et de l'adoption des nouvelles dispositions constitutionnelles, adoptées par référendum le 30 juin 1989, et du calendrier électoral.
Le 8 mars 1990, deux jours avant l'entrée en fonction du président démocratiquement élu Patricio Aylwin, il quitte ses fonctions de président de la junte et prend sa retraite. Sous son administration, plus de 3 660 décrets ont ainsi été promulgués et 1 090 lois portant sa signature sont entrées en vigueur.
Il meurt d'un lymphome en 1996 à Viña del Mar. Il avait 80 ans. En 1997, la marine chilienne lui rendit hommage en baptisant BMS Almirante Merino, un navire servant de plate-forme logistique pour les sous-marins.

## Mémoires
- (es) José Castro, Bitácora de un almirante : memorias, Barcelona Santiago de Chile, A. Bello, 1998, 537 p. (ISBN 978-956-13-1553-2, OCLC 40805521, lire en ligne)